# Eucarpha
Eucarpha är ett släkte av tvåhjärtbladiga växter. Eucarpha ingår i familjen Proteaceae.
Kladogram enligt Catalogue of Life:
| Eucarpha | \| \| Eucarpha deplanchei \| \| \| \| \| \| Eucarpha strobilina \| \| \| \| |
|          | \| \| Eucarpha deplanchei \| \| \| \| \| \| Eucarpha strobilina \| \| \| \| |
|          | Eucarpha deplanchei                                                         |
|          |                                                                             |
|          | Eucarpha strobilina                                                         |
|          |                                                                             |